# Isiolo
Isiolo – miasto w Kenii, stolica hrabstwa Isiolo. W 2019 liczyło 78,6 tys. mieszkańców. Isiolo jest jednym z pięciu międzynarodowych portów lotniczych w Kenii. 